# شهر هواشی، شهرستان هوانینگ
شهر هواشی، شهرستان هوانینگ (به لاتین: Huaxi Town) یک شهرک در جمهوری خلق چین است که در شهرستان هوانینگ واقع شده‌است. شهر هواشی ۱۴۰٫۱ کیلومتر مربع مساحت و ۱۳٬۰۰۰ نفر جمعیت دارد.